# Weißendiez
Weißendiez ist ein Ortsteil von Bad Salzungen im Wartburgkreis in Thüringen.

## Lage
Der Ortsteil liegt ca. 2 km nordöstlich von Tiefenort in einer von Wald umgebenen Flur. Nordwestlich führt ein Wirtschaftsweg nach Dönges zur Bundesstraße 84. Die geographische Höhe des Ortes beträgt 290 m ü. NN.

## Geschichte
Am 13. Februar 1315 wurde Weißendiez erstmals urkundlich erwähnt. In der Chronik zum Ort wird über mehrere Etappen der Besitzverhältnisse und der Entwicklung der Namens geschrieben.
Der Ort gehörte zum Kloster Frauensee. Mit dem Amt Frauensee kam er nach der Reformation an die Landgrafschaft Hessen-Kassel und 1816 an das Großherzogtum Sachsen-Weimar-Eisenach. Im 18. Jahrhundert gehörte der Ort u. a. dem Haus Hessen-Philippsthal.
Im 19. und 20. Jahrhundert waren ständig Besitzerwechsel für das Anwesen. 1841 wurde Weißendiez unter dem Besitzer Johann Georg Deubach zu Unterrohn Rittergut. 1931 war Herr Weyrauch Rittergutsbesitzer, der dann 1945 nach den Beschlüssen der Hauptsiegermächte über Deutschland enteignet wurde. Das Land und das Inventar wurde an Umsiedler und Bauern übereignet. Der Ortsteil hatte 2012 insgesamt 23 Einwohner.